# Óscar Omar Míguez Antón
Óscar Omar Míguez Antón (Montevideo, 5 de desembre de 1927 - Montevideo, 19 d'agost de 2006) fou un futbolista uruguaià de la dècada de 1950.

## Trajectòria

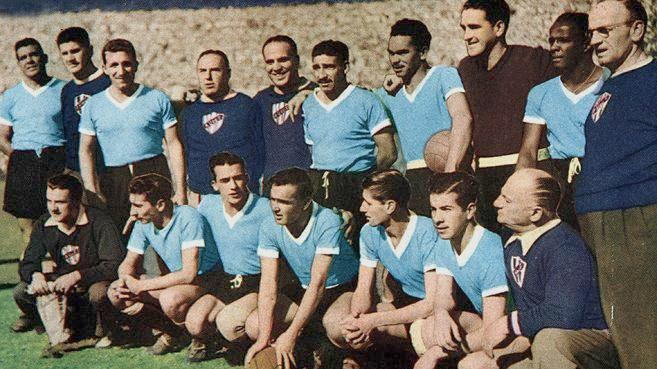
Equip de l'Uruguai del Mundial de 1050.

Pel que fa a clubs, defensà els colors de C.A. Peñarol Montevideo, i acabà la seva carrera a l'Sporting Cristal del Perú.
Amb la selecció disputà dos Mundials, en els quals marcà 8 gols, 5 a Brasil 1950, on fou campió, i 3 a Suïssa 1954. També fou campió de la Copa Amèrica de futbol del 1956, on fou escollit millor jugador del torneig.